# Мегрино
Мегрино — деревня в Чагодощенском районе Вологодской области. Административный центр Мегринского сельского поселения.
Название имеет финно-угорское (вероятно вепсское) происхождение от фин. mäyrä, карел. mägrä, эст. и вепс. mägr — «барсук».
С точки зрения административно-территориального деления — центр Мегринского сельсовета.
Расположена на левом берегу реки Чагодоща. Расстояние по автодороге до районного центра Чагоды — 18 км. Ближайшие населённые пункты — Герасимово, Горка, Кочубино.
По переписи 2002 года население — 233 человека (103 мужчины, 130 женщин). Преобладающая национальность — русские (99 %).